# Poppy (cantant)
Moriah Rose Pereira (Boston, EUA, 1 de gener de 1995), coneguda professionalment com a Poppy i abans com That Poppy, és una cantant, compositora i YouTuber estatunidenca. El 2014, va guanyar fama viral protagonitzant vídeos d'art escènic surrealista a YouTube com un androide estrany de la Vall inquietant que comentava i satiritzava la cultura d'Internet i la societat moderna. Va signar un contracte de gravació amb Island Records el 2015 i va llançar el seu EP debut Bubblebath el 2016.
El 2017, Poppy va signar un acord amb Mad Decent i va llançar el seu àlbum d'estudi debut Poppy.Computer, que consistia en cançons d'art pop i bubblegum pop. Per promocionar l'àlbum, es va embarcar en la gira Poppy.Computer Tour. El 2018, va llançar el pilot de la proposta de sèrie de comèdia surrealista en línia I'm Poppy a YouTube Premium. També va llançar el seu segon àlbum d'estudi Am I a Girl? en marcat contrast amb el seu estil anterior, la segona meitat de Am I a Girl? va començar a mostrar una influència del nu metal pesat.
El 2020, Poppy va signar amb Sumerian Records i va llançar el seu tercer àlbum d'estudi I Disagree, incorporant heavy metal i rock industrial. Continuant amb el canvi estilístic que va començar amb el seu segon àlbum, I Disagree va incloure temes lírics i vídeos musicals que alguns crítics van qualificar de "pertorbadors", "violents" i "macabres". El 2021, com a part de la seua llarga col·laboració amb la promoció de lluita lliure professional WWE i la seua marca NXT, va llançar l'EP metalcore Eat (banda sonora de NXT). El seu quart àlbum d'estudi, Flux, va ser llançat tres mesos després amb l'aclamació de la crítica i presentava un so menys dur i més depurat que els seus treballs anteriors. L'any 2023 llança el seu treball més recent titulat Zig i que suposa un retorn al pop amb un so industrial.
La cançó de Poppy "Bloodmoney" va rebre una nominació al premi Grammy a la millor interpretació de metal el 2021.

## Discografia
Àlbums d'estudi
- Poppy.Computer (2017)
- Am I A Girl (2018)
- I Disagree (2020)
- Flux (2021)
- Zig (2023)
- Negative Spaces (2024)